# ベン・ボーヴァ
ベン・ボーヴァ（Ben Bova、1932年11月8日 - 2020年11月29日）は、アメリカ合衆国のSF作家、編集者。
古い資料ではベン・ボバの表記もある。

## 略歴
1932年ベン・ボーヴァはフィラデルフィアで生まれる。1953年テンプル大学へ入学。ローザ・クチノッタと結婚し、一男一女をもうける。1974年離婚、同年バーバラ・ベルソン・ローゼと再婚する。
熱心なフェンサーでもあり、アブコ・エベレット・フェンシング・クラブを設立した。ボーヴァは環境保護主義者ではあるが、ラッダイズムを批判している。
ボーヴァはヴァンガード計画にテクニカル・ライターとして参加しており、また1960年代にはAVCO-Everett研究所でレーザーや流体力学の研究に携わった。その場所で、後にフォーサイト・ナノテク・インスティテュートに所属するアーサー・カンロトヴィッツと出会う。
1971年ジョン・W・キャンベルの死後アナログ誌の編集者となる。アナログ誌を離れた後、1978年から1982年にかけて『オムニ』誌の編集を行う。
1974年子供向けSFテレビ番組シリーズ Land of the Lost の脚本を書く。
ボーヴァは失敗に終わったテレビシリーズ The Starlost にサイエンス・アドバイザーとして参加するが、第1話のオンエアの後愛想を尽かし仕事を辞める。長編 The Starcrossed (1975) は自身の経験と、友人かつ同僚であるハーラン・エリスンのキャラクターを元にして書かれている。この作品は「コードウェイナー・バード」、即ちハーラン・エリスンがテレビや映画と関わることを拒絶していた頃のペンネームに捧げられている。
ボーヴァはナショナル・スペース・ソサエティの名誉会長であり、またアメリカSFファンタジー作家協会会長を1990年から1992年まで務めた。
1980年代に大学へ戻り、1987年にコミュニケーション学の修士号を、1996年に博士号を取得する。
ボーヴァはこれらの出会いと経験を、宇宙飛行、レーザー、人工心臓、ナノテクノロジー、環境主義、フェンシング、マーシャル・アーツ、写真、芸術家などの参照を用いて、事実と虚構の文章の創作によって描いている。
ボーヴァはノンフィクションやSF小説により115を越す数の本を発表している。2000年第58回ワールドコンにおいて、オーサー・ゲスト・オブ・オナーに選ばれた。
近年ハリウッドがボーヴァの豊かな科学と未来予測の知識に満ちた作品に興味を持ち、2007年スタバー・パレント・プロダクションズとシルバー・ピクチャーズにコンサルタントとして雇われ、ジュード・ロウとフォレスト・ウィテカー出演の映画『レポゼッション・メン』（Repossession Mambo）とリチャード・モーガン作『オルタード・カーボン』原作の映画のため、近未来世界の構築に協力していた。
2020年11月29日、新型コロナウイルス感染症（COVID-19）が原因の肺炎と脳卒中により死去した。享年88。

## 作品

### 短編集
- Forward in Time (1973)
- Maxwell's Demons (1979)
- E (1984)
- The Astral Mirror (1985)
- Prometheans (1986)
- Battle Station (1987)
- Future Crime (1990)
- Challenges (1994)
- The Future Quartet - Earth in the Year 2042 (1995)
- Twice Seven (1998)

### Exiles
- Exiled from Earth (1971)
- Flight of Exiles (1972)
- End of Exile (1975)

### Grand Tour
ボーヴァは
Grand Tour シリーズは、21世紀後半における人類の太陽系への植民について描いている。ボーヴァのサイトの年表の項によると、
| 「 | そのような年表は作成することが難しく、多くの作品において出来事というものは重なり絡み合っているからである。例えば Mars と Moonrise が、正にその通りになっている。注意しておくと、ここには Grand Tour シリーズのおおよその時系列しか載っていない。これらの作品は全て、他の作品を読まずには完璧に読んだとは言えない。また、順序立てて読む必要は無い。 | 」 |

シリーズの内部の時系列も完全には首尾一貫しておらず、そのため推奨されている順序は以下の通りである。
- Powersat (2005)
- Empire Builders (1993)
- Mars (1992)
- Return to Mars (1999)
- The Moonbase Saga
  - Moonrise (1996) - The Moonbase Saga vol I
  - Moonwar (1998) - The Moonbase Saga vol II
- The Asteroid Wars
  - The Precipice (2001) - The Asteroid Wars vol 1
  - The Rock Rats (2002) - The Asteroid Wars vol 2
  - The Silent War (2004) - The Asteroid Wars vol 3
  - The Aftermath (2007) - The Asteroid Wars vol 4
- Jupiter (2001)
- Saturn (2002)
- Titan (2006) - 2007年ジョン・W・キャンベル記念賞受賞
- Mars Life (2008)
- Mercury (2005)
- Venus (2000)
- Tales of the Grand Tour (2004) - 短編集[3]

### Sam Gunn
- Sam Gunn, Unlimited (1993) - 短編集
- Sam Gunn Forever (1998) - 短編集
- Sam Gunn Omnibus (2007)

### Chet Kinsman
- 天候改造オペレーション (The Weathermakers 1967) - Millennium (1976) の前日譚
- Millennium (1976)
- Colony (1978)
- キンズマン (Kinsman 1979)
- The Kinsman Saga (1987) - Millennium (1976) と Kinsman (1979) の合本

### 単作長編
- Out of the Sun (1968)
- Escape! (1969)
- THX 1138 (1971) - ジョージ・ルーカスと共著、映画『THX 1138』のノベライズ
- As on a Darkling Plain (1972)
- The Winds of Altair (1983)
- Privateers (1985) - ソビエト連邦が存在し続けていたらと仮定した歴史改変SF。Grand Tour シリーズのキャラクターが一部登場している。
- When the Sky Burned (1972)
- Gremlins, Go Home! (1974) - ゴードン・R・ディクスンと共著
- The Starcrossed (1975)
- City of Darkness (1976)
- The Multiple Man (1976)
- Test of Fire (1982)
- Peacekeepers (1988)
- Cyberbooks (1989)
- The Trikon Deception (1992) - ウィリアム・R・ポーグとの共著
- Triumph (1993) - 第二次大戦中、ウィンストン・チャーチルがヨシフ・スターリンの暗殺を計画し、フランクリン・ルーズベルトが1945年を生き延びた世界を描く歴史改変小説
- Death Dream (1994)
- Brothers (1996)
- The Green Trap (2006)

### Orion
- Orion (1984)
- Vengeance of Orion (1988)
- Orion in the Dying Time (1990)
- Orion and the Conqueror (1994)
- Orion Among the Stars (1995)

### To Save the Sun
- To Save the Sun (with AJ Austin) (1992)
- To Fear the Light (with AJ Austin) (1994)

### Voyagers
- Voyagers (1981)
- The Alien Within (1986)
- Star Brothers (1990)

### Watchmen
- 星の征服者 (The Star Conquerors 1959)
- Star Watchman (1964)
- The Dueling Machine (1963)

### ノンフィクション
- Man Changes the Weather (1973)
- Starflight and Other Improbabilities (1973)
- SF作法覚え書き -あなたもSF作家になれる (Notes to a Science Fiction Writer 1981)
- Assured Survival: Putting The Star Wars Defense In Perspective (1984)
- The Craft of Writing Science Fiction That Sells (1994)
- Immortality (1998)
- Are We Alone in the Cosmos? (1999)
- The Story of Light (2001)
- Faint Echoes, Distant Stars: The Science and Politics of Finding Life Beyond Earth (2004)

### アンソロジー
- The Science Fiction Hall of Fame vol Two, (1973), OCLC 12264834 and OCLC 12264899
- The Best of the Nebulas (1989)

## 受賞歴
- 1973年、1974年、1975年、1976年、1977年、1979年ヒューゴー賞プロ編集者部門受賞
- 1974年E・E・スミス記念賞（スカイラーク賞）受賞
- 1983年バルログ賞 Professional Achievement 部門受賞
- 2001年アナログAnLab賞 Fact Article 部門受賞 - Slowboat to the Stars! (2000)
- 2007年ジョン・W・キャンベル記念賞受賞